# Sinthusa grotei
Sinthusa grotei är en fjärilsart som beskrevs av Moore 1883. Sinthusa grotei ingår i släktet Sinthusa och familjen juvelvingar. Inga underarter finns listade i Catalogue of Life.